# Polish International 1979
Die Polish International 1979 im Badminton fanden am 24. und 25. November 1979 in Bukowno statt. Es nahmen 38 Herren und 22 Damen aus sechs Ländern teil.

## Finalergebnisse
| Disziplin    | Sieger                            | Finalist                             | Ergebnis     |
| ------------ | --------------------------------- | ------------------------------------ | ------------ |
| Herreneinzel | Edgar Michalowski                 | Tor Sundberg                         | 18-12, 15-12 |
| Dameneinzel  | Monika Cassens                    | Bożena Wojtkowska                    | 11-4, 11-7   |
| Herrendoppel | Thomas Kihlström Tor Sundberg     | Michal Malý Juraj Lenárt             | 15-3, 15-13  |
| Damendoppel  | Monika Cassens Angela Michalowski | Carina Andersson Karin Wilhelmsson   | 15-2, 18-16  |
| Mixed        | Edgar Michalowski Monika Cassens  | Torbjörn Pettersson Carina Andersson | 15-6, 18-17  |